# スタノヴォイ山脈

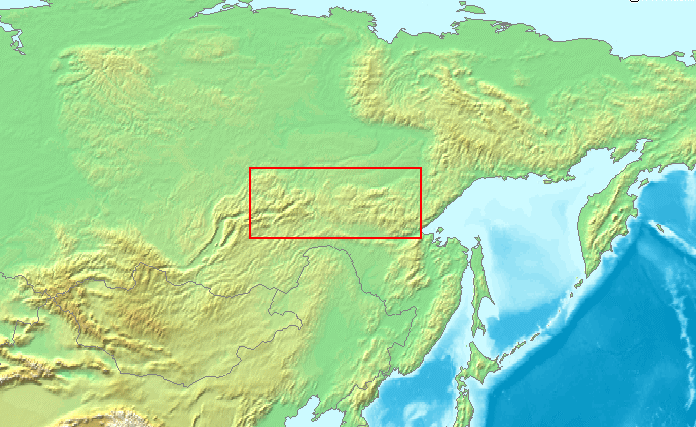
スタノヴォイ山脈の位置

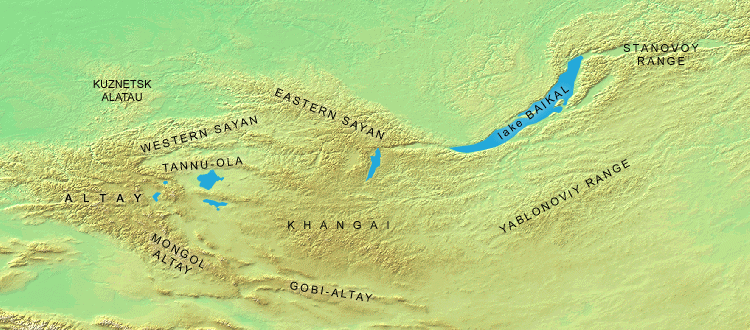
ロシア、カザフスタン、モンゴルから中国にかけての山岳

スタノヴォイ山脈（スタノヴォイさんみゃく、ロシア語: Станово́й хребе́т、サハ語: Сир кура、英語: Stanovoy Range, Outer Khingan Range、満洲語: ᠸᡝᡥᡝ
ᠨᠣᡥᠣ
ᠠᠮᠪᠠ
ᡥᡳᠩᡤᠠᠨ、メレンドルフ式転写: wehe noho amba hinggan）は、ロシア連邦シベリア南東部にある山脈。中国においては外興安嶺（がいこうあんれい、簡体字中国語: 外兴安岭）と呼ばれる。アムール水系とレナ水系をわかち、西のヤブロノヴイ山脈と東のオホーツク海岸のジュクジュル山脈の間を東西約750キロメートルにわたって連なる。南側にはジャグドゥイ山脈が並行する。
山脈の東端にはレナ川水系のオリョークマ川が、西端にはオホーツク海へのマヤール川がある。多くの氷河があり、その水はアルダン川やその支流ゴナム川となり北のレナ川方面へ流れる。北にはアルダン高地が広がる。南はアムール川へ流れるゼヤ川が発する。主として片岩と花崗岩からなる中山性山地で、最も高いところは標高2,520メートルである。
スタノヴォイ山脈はアムール州とサハ共和国の境界、さらには満洲（外満洲）と（狭義の）シベリアの境界である。17世紀には毛皮を求めて東方に進出したロシア人と清国政府との係争地となったが、1689年のネルチンスク条約で一旦は清とロシアの境界となった。しかし1858年のアイグン条約により完全にロシア領となった。